# Штырков, Иван Владимирович
Иван Владимирович Штырков (род. 6 сентября 1988, СССР) — российский самбист и боец смешанных единоборств, бронзовый призёр чемпионатов России по самбо (2013, 2016, 2018), мастер спорта России. В профессиональных смешанных единоборствах провёл 25 поединков, 22 из которых выиграл, 2 проиграл и 1 завершил вничью.

## Биография
Родился 6 сентября 1988 года в Хабаровске. В 1993 году переехал с родителями во Владивосток, где отец отвел его в секцию самбо, так как сам в детстве занимался этим видом спорта. В возрасте 10 лет переехал в Екатеринбург, где поступил в Школу самбо «Уралмаш». Окончил Российский государственный профессионально-педагогический университет.
Профессиональный дебют состоялся летом 2015 года в Екатеринбурге.
Неоднократный призёр чемпионатов России по самбо, выигрывал международные турниры и этапы Кубка Мира, призёр Кубка Мира.
Бронзовый призёр чемпионатов России по самбо 2013, 2016 и 2018 годов, в которых выступал от Екатеринбурга и Свердловской области.
В мае 2018 года избран президентом Академии единоборств Русской медной компании.
В марте 2019 года Иван Штырков подписал контракт с UFC на четыре боя. В июне того же года, когда в его допинг-пробах были найдены следы запрещённых веществ, контракт с организацией был расторгнут по обоюдному согласию сторон.
В мае 2019 года был на столкновениях между сторонниками и противниками строительства храма в Екатеринбурге. Штырков высказал позицию, что за снесённое ограждение люди должны понести наказание.
Во время пандемии коронавируса вместе с другими спортсменами работал волонтером и разгружал фуры с гуманитарной помощью и работал курьером

## Выступления в смешанных единоборствах
С 2015 года выступает в смешанных единоборствах. Все свои бои проводит в промоушене RCC Boxing Promotions. Первые 11 боёв провел в тяжёлом весе, победив среди прочих таких известных бойцов, как Джефф Монсон, Антониу Силва, Филип де Фрайс, Сатоси Исии. После этого перешёл в полутяжёлый вес и одержал две победы — сначала единогласным решением над Кристианом М’Пумбу, а затем, также решением судей, одолел поляка Марчина Лазарса. 5 мая 2018 года он вновь вернулся в тяжёлый вес и провел бой против бразильца Жеронимо дос Сантоса. Поединок получился очень равный и сложный для обоих бойцов — и, как итог, ничья большинством судейских голосов.
27 октября 2018 года, в рамках промоушена RCC, Штырков провёл очередной бой против известного бразильца Фабио Мальдонадо. Бой прошел в промежуточном весе до 98 кг. Победу во втором раунде техническим нокаутом одержал Штырков.
15 декабря в Екатеринбурге в рамках шоу RCC5 Штырков победил в первом раунде болевым приемом на руку бразильца Тиагу Силву.
В июне 2019 года UFC расторгла контракт с российским бойцом, так как к нему возникли претензии у Всемирной антидопинговой организации. Испугавшись возможной дисквалификации бойца после проваленного допинг-теста американский промоушен прекратил сотрудничество со Штырковым.
4 июля 2019 года Иван Штырков подписал контракт с японским промоушеном Rizin. Свой первый бой в новой организации Иван провел 28 июля 2019 года в Сайтаме, одолев южнокорейского бойца Хун Кима. Иван полностью контролировал ход боя и в итоге судьи досрочно прекратили бой, чтобы защитить корейского спортсмена, который пропускал тяжелые удары в партере.
14 декабря 2019 года на турнире RCC 7 Иван Штырков потерпел своё первое поражение в карьере. Его соперником был швейцарский боец японского происхождения Ясубей Эномото, большую часть боёв проведший в России. Поединок проходил в непривычном для Ивана среднем весе, что, очевидно, сказалось на функциональных возможностях российского бойца. Первый раунд Штырков был очень активен как в стойке, так и в партере. Однако во втором заметно устал и попался на удушающий приём.
13 декабря 2020 года в главном поединке турнира ACA 115 Иван Штырков единогласным решением судей уступил Магомеду Исмаилову.

### Бой с Джефом Монсоном
В 2016 году победил ветерана смешанных единоборств 45-летнего Джеффа Монсона удушающим приёмом, через полминуты после начала боя. Спустя три дня после боя Джефф Монсон заявил, что организаторы повели себя нечестно. По его словам, он не мог драться в полную силу из-за травмы бицепса, и заранее предупредил об этом организаторов. Однако по их настоянию Монсон согласился выйти на ринг, но провести лишь показательный бой.

### Выступления в боксе
7 марта 2023 года проиграл Магомеду Исмаилову решением большинства судей в главном поединке турнира RCC Boxing.
26 августа 2023 года проиграл бой по правилам бокса Константину Ерохину. Поединок, который стал главным событием турнира Hardcore Boxing, состоялся в Москве и продлился 1 минуту 10 секунд. Ерохин нокаутировал Штыркова в первом раунде.

### Выступления в кикбоксинге
13 мая 2023 года одержал победу над белорусом Петром Романкевичем в главном событии RCC 15, который состоялся в Екатеринбурге.
19 ноября 2023 года проиграл Владимиру Минееву на турнире «Бойцовский клуб РЕН ТВ». Данный бой стал главным событием турнира и закончился проигрышем екатеринбуржца единогласным решением судей со счетом 30:29, 30:27, 30:27.

## Спортивные достижения в любителях
- Бронзовый призёр чемпионата России по самбо (3): 2013, 2016, 2018

## Статистика в смешанных единоборствах
| Боёв 28         | Побед 25 | Поражений 2 |
| --------------- | -------- | ----------- |
| Нокаутом        | 12       | 0           |
| Сдачей          | 5        | 1           |
| Решением        | 8        | 1           |
| Другие          | 0        | 0           |
| Ничьи           | 1        | 1           |
| Не состоявшихся | 0        | 0           |

| Результат | Рекорд | Соперник             | Способ                        | Турнир                                                     | Дата                  | Раунд | Время | Место                   | Примечание                           |
| --------- | ------ | -------------------- | ----------------------------- | ---------------------------------------------------------- | --------------------- | ----- | ----- | ----------------------- | ------------------------------------ |
| Победа    | 25-2-1 | Шамиль Гамзатов      | Единогласное решение          | RCC 22: Шлеменко – Белаз                                   | 31 мая 2025           | 3     | 5:00  | Екатеринбург, Россия    |                                      |
| Победа    | 24-2-1 | Хадис Ибрагимов      | Технический нокаут (удары)    | Russian Cagefighting Championship - RCC 20                 | 18 октября 2024 года  | 3     | 1:43  | Екатеринбург, Россия    |                                      |
| Победа    | 23-2-1 | Гаджимурад Антигулов | Технический нокаут (удары)    | Russian Cagefighting Championship - RCC 19                 | 11 мая 2024 года      | 1     | 2:14  | Екатеринбург, Россия    |                                      |
| Победа    | 22-2-1 | Асылжан Бахытжанулы  | Единогласное решение          | Russian Cagefighting Championship - RCC 13                 | 3 декабря 2022 года   | 3     | 5:00  | Екатеринбург, Россия    |                                      |
| Победа    | 21-2-1 | Насрудин Насрудинов  | КО (удар и добивание локтями) | Russian Cagefighting Championship - RCC 12                 | 26 августа 2022 года  | 1     | 3:06  | Екатеринбург, Россия    |                                      |
| Победа    | 20-2-1 | Михаил Колобегов     | Техническим нокаутом (удары)  | RCC 11: Штырков - Колобегов                                | 6 мая 2022 года       | 1     | 2:49  | Екатеринбург, Россия    |                                      |
| Победа    | 19-2-1 | Артур Астахов        | Нокаут (удары)                | ACA 131: Абдулвахабов - Диас                               | 5 ноября 2021 года    | 1     | 4:53  | Москва, Россия          |                                      |
| Победа    | 18-2-1 | Мурат Гугов          | Раздельное решение            | ACA 120: Фроес — Хасбулаев                                 | 26 марта 2021 года    | 3     | 5:00  | Санкт-Петербург, Россия |                                      |
| Поражение | 17-2-1 | Магомед Исмаилов     | Единогласное решение          | ACA 115                                                    | 13 декабря 2020 года  | 3     | 5:00  | Москва, Россия          |                                      |
| Победа    | 17-1-1 | Михаил Пастернак     | Единогласное решение          | RCC: Road to PFL                                           | 22 февраля 2020 года  | 3     | 5:00  | Екатеринбург, Россия    |                                      |
| Поражение | 16-1-1 | Ясуби Эномото        | Сдача (удушение сзади)        | RCC 7                                                      | 14 декабря 2019 года  | 2     | 3:59  | Екатеринбург, Россия    | Дебют в среднем весе (до 85 кг)      |
| Победа    | 16-0-1 | Хум Ким              | Технический нокаут (удары)    | Rizin FF 17                                                | 28 июля 2019 года     | 2     | 4:10  | Сайтама, Япония         |                                      |
| Победа    | 15-0-1 | Тиагу Силва          | Болевой прием (рычаг локтя)   | RCC 5                                                      | 15 декабря 2018 года  | 1     | 2:20  | Екатеринбург, Россия    | Вернулся в полутяжелый вес(до 93 кг) |
| Победа    | 14-0-1 | Фабио Мальдонадо     | Технический нокаут (удары)    | RCC 4                                                      | 27 октября 2018 года  | 2     | 1:23  | Екатеринбург, Россия    | Бой в промежуточном весе до 98 кг    |
| Ничья     | 13-0-1 | Жеронимо дос Сантос  | Ничья                         | RСС                                                        | 5 мая 2018 года       | 3     | 5:00  | Екатеринбург, Россия    | Возвращение в тяжелый вес            |
| Победа    | 13-0   | Марчин Лазарс        | Единогласное решение          | RCC 2                                                      | 24 февраля 2018 года  | 3     | 5:00  | Челябинск, Россия       |                                      |
| Победа    | 12-0   | Кристиан М’Пумбу     | Единогласное решение          | RCC 1                                                      | 11 ноября 2017 года   | 3     | 5:00  | Екатеринбург, Россия    | Дебют в полутяжелом весе (до 93 кг)  |
| Победа    | 11-0   | Сатоси Исии          | Технический нокаут (удары)    | RCC Boxing Promotions Russia vs. Japan                     | 9 июля 2017 года      | 2     | 3:43  | Екатеринбург, Россия    |                                      |
| Победа    | 10-0   | Филип Де Фрайс       | Технический нокаут (удары)    | RCC Boxing Promotions — Day of Victory 72                  | 5 мая 2017 года       | 1     | 1:51  | Екатеринбург, Россия    |                                      |
| Победа    | 9-0    | Родни Уоллес         | Единогласное решение          | Titov Boxing Promotion — Shtyrkov vs. Wallace              | 18 февраля 2017 года  | 3     | 5:00  | Челябинск, Россия       |                                      |
| Победа    | 8-0    | Антониу Силва        | Единогласное решение          | Titov Boxing Promotion — Shtyrkov vs. Silva                | 18 ноября 2016 года   | 3     | 5:00  | Екатеринбург, Россия    |                                      |
| Победа    | 7-0    | Рикко Родригес       | Технический нокаут (удары)    | Titov Boxing Promotion: Shtyrkov vs. Rodriges              | 9 сентября 2016 года  | 1     | 1:55  | Екатеринбург, Россия    |                                      |
| Победа    | 6-0    | Георгий Сакаев       | Технический нокаут (удары)    | Titov Boxing Promotion Big Drama Show: Shtyrkov vs. Sakaev | 9 июля 2016 года      | 1     | 1:08  | Екатеринбург, Россия    |                                      |
| Победа    | 5-0    | Джефф Монсон         | Болевой прием (рычаг локтя)   | Titov Boxing Promotion — Monson vs. Shtyrkov               | 6 мая 2016 года       | 1     | 0:31  | Екатеринбург, Россия    |                                      |
| Победа    | 4-0    | Абылкасым Якубов     | Болевой приём (узел плеча)    | Titov Boxing Promotion — Shtyrkov vs. Yakubov              | 17 декабря 2015 года  | 1     | 1:46  | Екатеринбург, Россия    |                                      |
| Победа    | 3-0    | Николай Рачек        | Болевой прием (скрутка пятки) | Titov Boxing Promotion — Shtyrkov vs. Rachek               | 13 ноября 2015 года   | 2     | 2:54  | Первоуральск, Россия    |                                      |
| Победа    | 2-0    | Константин Андрейцев | Болевой прием (рычаг локтя)   | Titov Boxing Promotion — Kafarov vs. Dovlatov              | 26 сентября 2015 года | 1     | 1:37  | Екатеринбург, Россия    |                                      |
| Победа    | 1-0    | Виталий Опарин       | Технический нокаут (удары)    | Titov Boxing Promotion — Dovlatov vs. Golubtsov            | 12 июня 2015 года     | 1     | 1:01  | Екатеринбург, Россия    |                                      |